# GFI1
Protein ngón tay kẽm Gfi-1 (tiếng Anh: Zinc finger protein Gfi-1) là protein ở người được mã hóa bởi gen GFI1.

## Tương tác
GFI1 có khả năng tương tác với PIAS3 và RUNX1T1.